# 竹富島
竹富島（日语：／ Taketomi-jima，琉球語：／ ）位於琉球列島的八重山群島，在石垣島的西南方約6公里，從石垣島搭乘高速船約需10分鐘。行政區劃屬於日本沖繩縣八重山郡竹富町。「竹富」是到近代才開始使用的名稱，在明治時期常稱為「武富」（takidun）。現在被島上居民也常使用「tedun」來稱呼。
村落位於島中央部份偏北區域，民房多為木造，道路多為白砂堆積，保留了早期沖繩的樣貌。除了保存良好的早期街道，島上也以西側是海水浴場及星砂聞名，但因觀光客不斷的取走島上的星砂，使得島上星砂已大量減少。島的南部，有幾個具有規模蝦養殖場。現在這裡的主要產業是觀光業。

## 基本資料
- 位置：北緯24度15分　東經124度30分
- 人口： 365人（2016年7月[1]）。
- 戶數：165戸（2015年10月27日[2]）。
- 周長：約8公里
- 面積：5.42平方公里

## 歷史
- 在古琉球王朝時代，島上設有八重山地區的政府機關，藏元跡。
- 早期因為島上無法耕作，因此島民需搭船前往西表島耕作。
- 1945（昭和20）年終戰後，許多二戰時疎開到台灣的住民紛紛返回竹富島，使得一時島上人口達到2,600人[3]）。

## 文化財

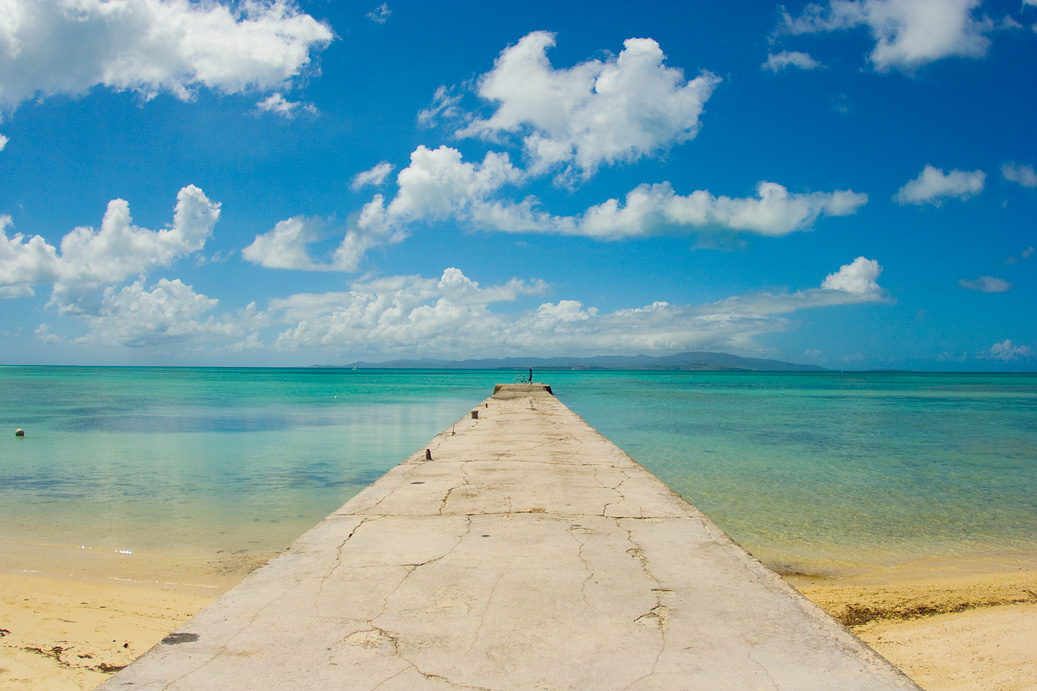
西棧橋

### 日本國家指定文化財
- 「竹富島之種子取」 - 重要無形民俗文化財
- 「竹富町竹富島」 - 重要傳統建造物群保存地區
- 「西棧橋」 - 登錄有形文化財
- 「なごみの塔」 -登錄有形文化財
- 「竹富島生活用具842項」（喜寶院蒐集館收藏品） - 登錄有形民俗文化財
- 「小城盛」（クックムイ） - 史跡
- 「舊與那國家住宅」- 重要文化財
- 「八重山ミンサー織り」- 經濟産業大臣指定傳統工藝品

### 沖繩縣指定文化財
- 「藏元跡」- 史跡
- 「西塘御嶽」- 史跡

### 竹富町指定文化財
- 「ミーナ井戸」- 史跡
- 「新里村遺跡」- 史跡
- 「仲筋ぬヌベマの水がめ」- 有形文化財（工藝品）
- 「ササラ錢太鼓」 - 無形民俗文化財
- 「祝鼓舞」 - 無形民俗文化財
- 「鍛冶工主狂言」 - 無形民俗文化財
- 「安里屋節」 - 無形民俗文化財

## 觀光
島上主要的產業為觀光，有許多民宿可以投宿；可以搭乘水牛車繞行島上的老街，一邊聽著旅遊導覽以及三線弦的演奏。 

### 紅瓦
島上對於文化保存非常重視，因此有以下規定：
- 新建住宅必須得到許可，並有補助金協助舖設紅瓦。
- 建築物外側禁止掛設招牌。
- 不得進行以大規模渡假開發為目的土地收購。
- 居民每天早晨會固定清理及維護白砂街道。

島上居民們努力的成果，維持了現有紅瓦屋頂村落的景色，也成為島上最大的觀光資源，更近一步成為「傳統建築群保存地區」。

### 祭典
以紅瓦屋頂為主的房舍是島上最大的特徵，此外島上還有具有歷史的祭典；「豐年祭」、「滿願祭」、「節祭」，以及八重山地區普遍舉行的祭典「世迎季」、「十五夜祭」。特別是在農曆9，10月時舉行的連續10天的「種子取祭」更是盛大。

### 紡織品
由於島上盛產芭蕉樹，因此有許多芭蕉纖維為原料的紡織品，現在以竹富民藝館為中心，可以看到許多相關紡織品。

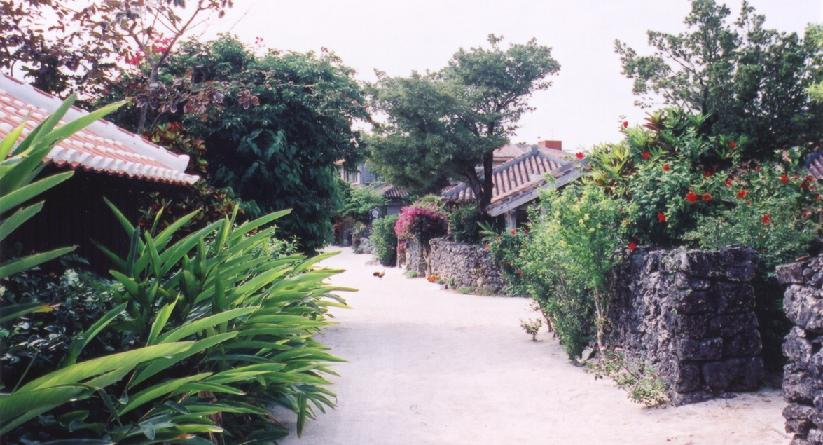
竹富島上典型街景
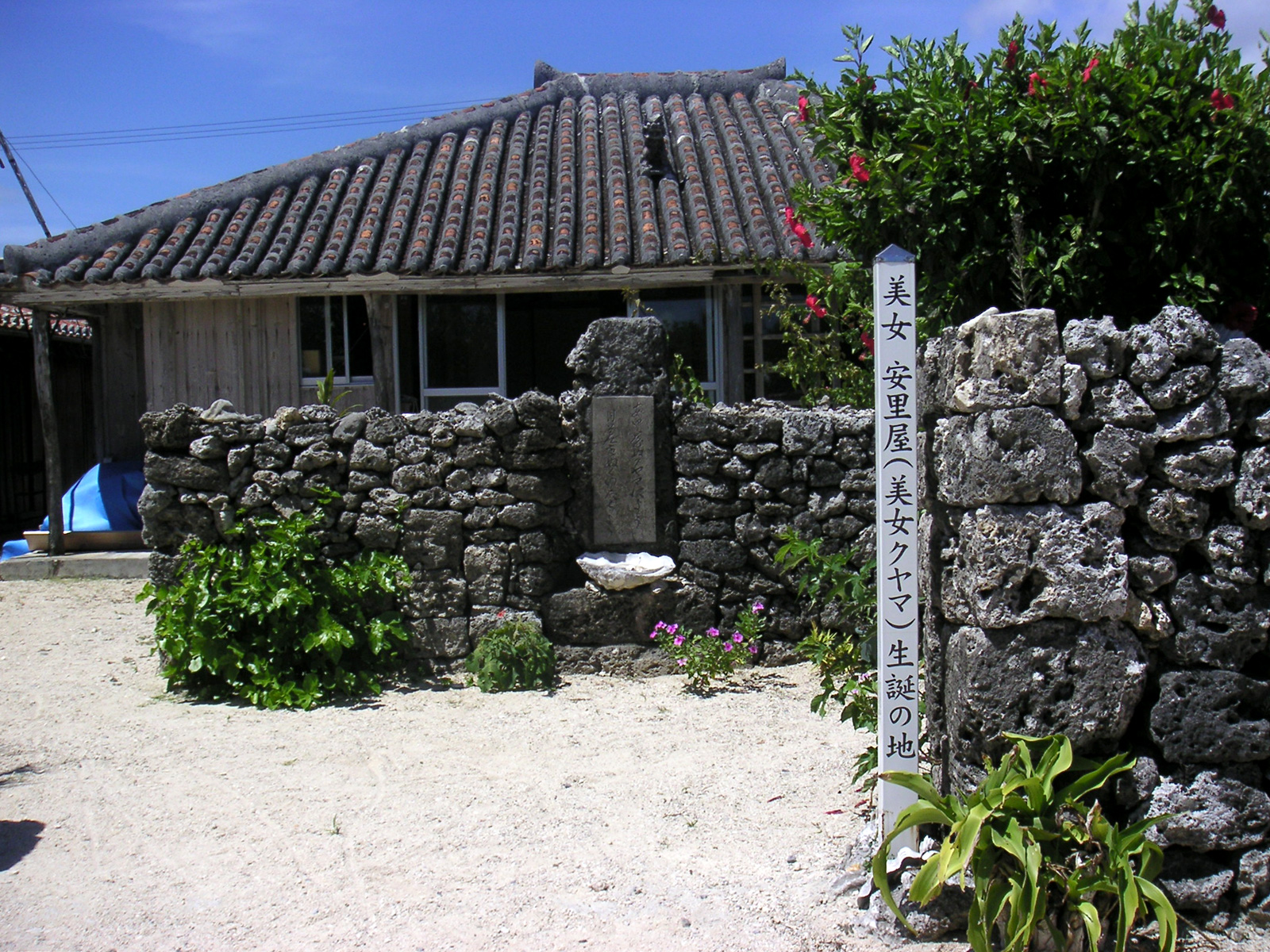
美女安里屋誕生之地
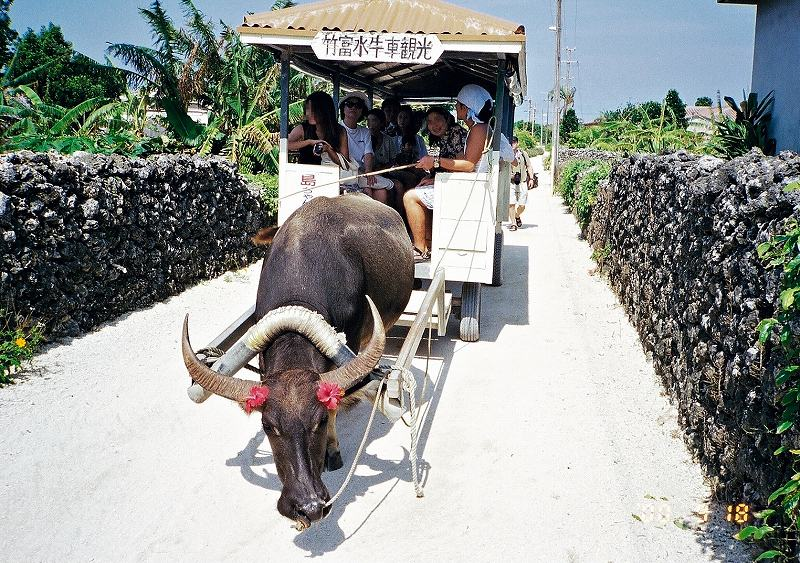
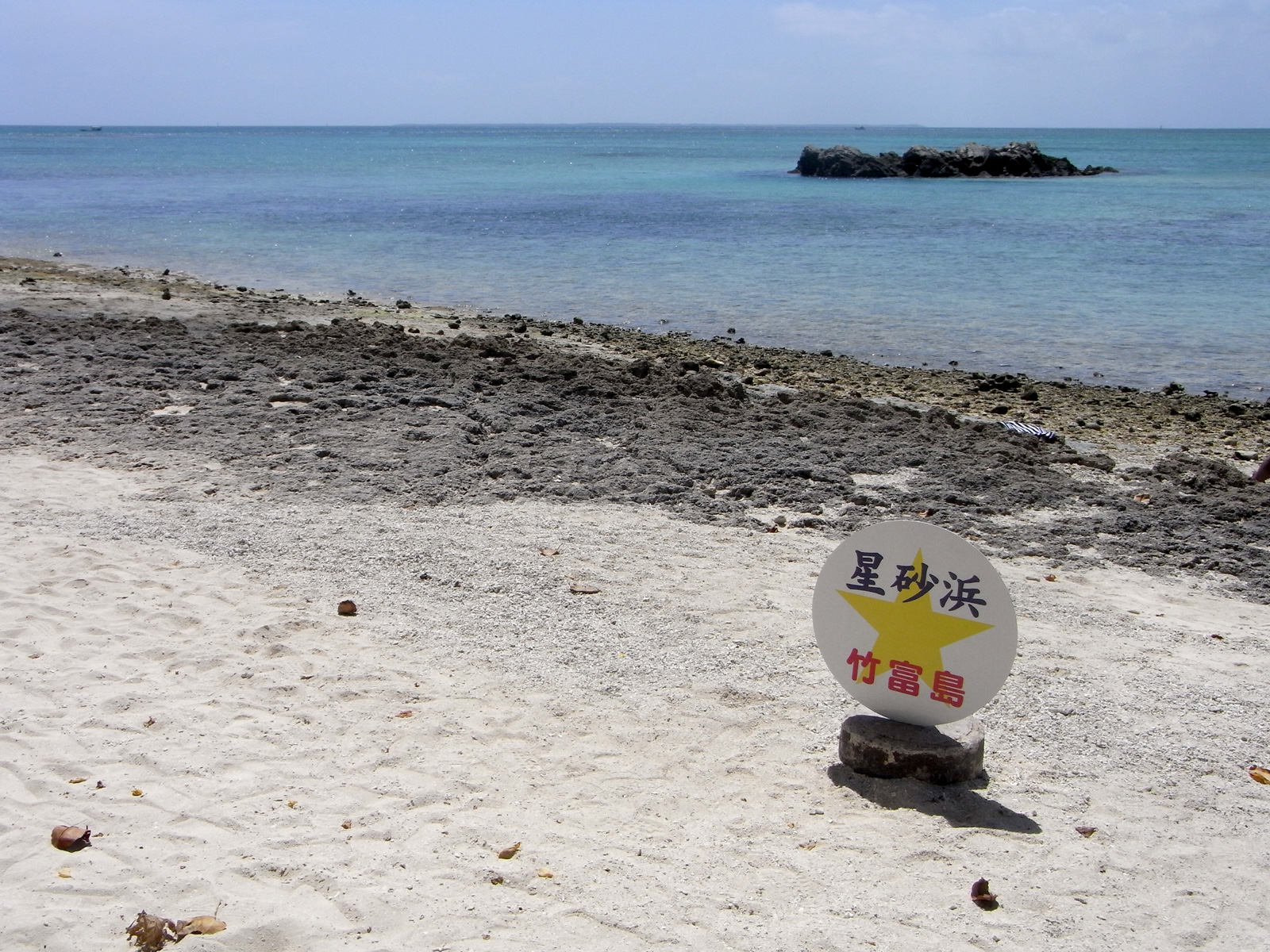
星砂濱 
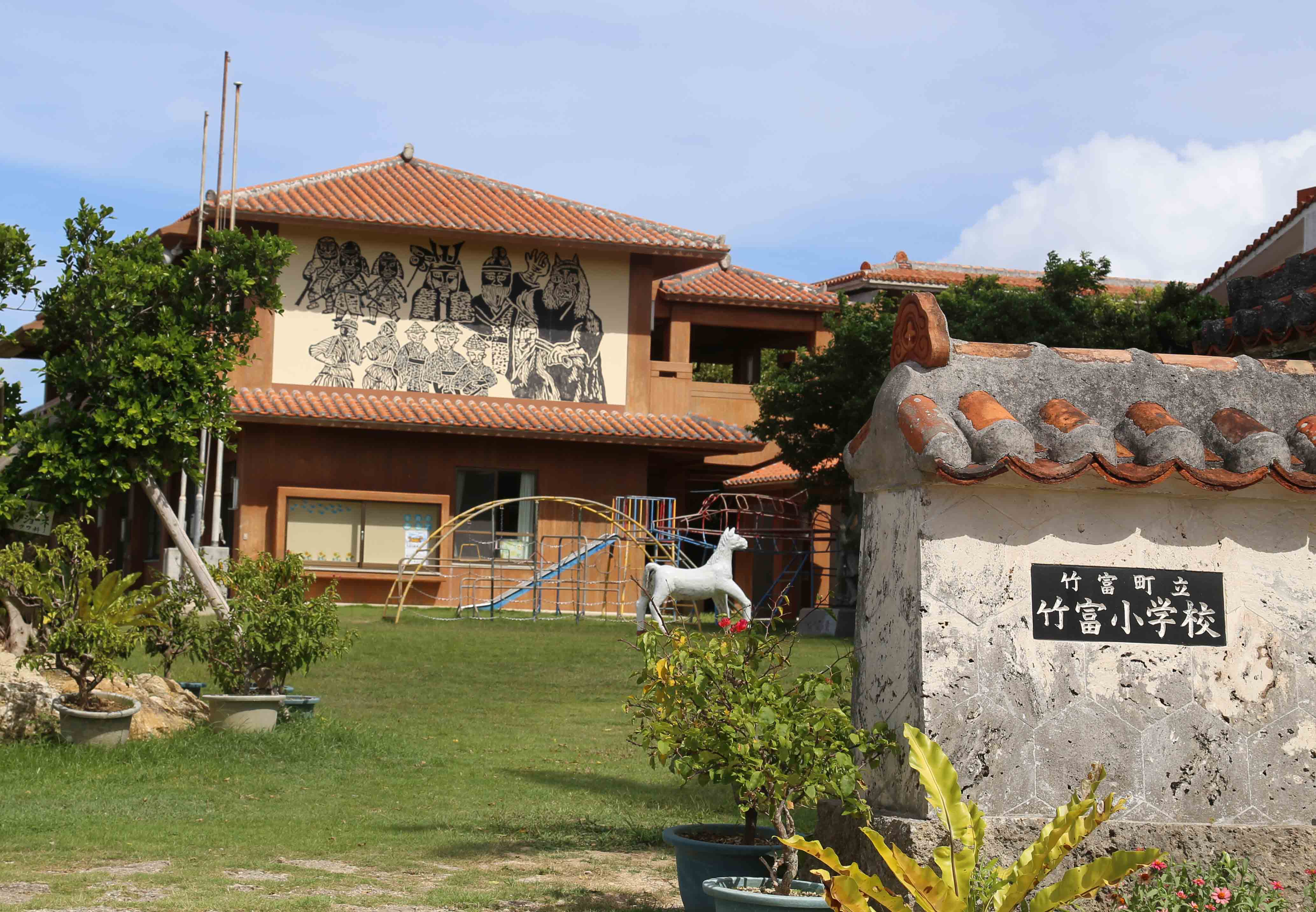
竹富小學校

## 關連項目
- 日本秘境100選
- 重要無形民俗文化財
- 重要傳統的建造物群保存地區
- 美麗的日本散步道500選

## 外部連結
- 竹富町公所網頁的竹富島介紹
- 竹富島遊客中心 （页面存档备份，存于）
- @Yaima【竹富島的觀光情報】